# Calotes liolepis
Calotes liolepis — представник роду Калотів з родини Агамових. Інші назви «свистяча ящірка» та «ланкійська агама».

## Опис
Загальна довжина сягає 45 см. Голова довга, витягнута, щоки опуклі. На голові луска нерівна. Над барабанною порожниною розташовано по 2 шипики. Тулуб стиснутий з боків, спинний гребінь високий, безперервний. Лише у самців розвинений потиличний гребінь, який складається з вузьких, відділених один від одного шипів. Кінцівки помірних розмірів, четвертий палець довше за третій. Задні кінцівки більше за передні. Хвіст довгий та товстий, у самців опуклий в основі. Його вкрито великою кілевою лускою.
Тулуб зеленого кольору, під очима є 2 білі плями, за кожним оком розташовано білі смуги. Спину вкрито декількома червонуватими поперечними лініями. Основа хвоста зеленувато-коричневого кольору, черево білувате або зеленувате, іноді на голові та тулубі є темно-коричневі плями. Горлова торба без чорних смуг.

## Спосіб життя
Полюбляє гірські, вологі ліси. Активний вдень. Харчується на 1000 м над рівнем моря. Харчується комахами та мурахами. При небезпеці з метою відлякати ворога цей калот свистить. Звідси одна з назв.
Це яйцекладна ящірка. Самиця відкладає до 3 яєць.

## Розповсюдження
Це ендемік о. Шрі-Ланка.